# 皇座法庭
皇座法庭（英語：King's Bench，女性君主在位時作Queen's Bench）是英國英格蘭及威爾斯、與北愛爾蘭分別設置的上級法庭。
皇座法庭歷史可上溯至1215年創立的皇座法院，經過歷年演化，皇座法庭現在是英格蘭及威爾斯高等法院其中一個部門。在部份英聯邦王國，現時亦各自設有同類機構，稱作皇座法院。

## 英國
英格蘭及威爾斯高等法院和北愛爾蘭高等法院均設有皇座法庭。
在英格蘭及威爾斯，皇座法庭根據《1873年最高法院法令》而設立，是高等法院的一部份。在1880年，民事訴訟法庭和財務法庭被併入皇座法庭。自1882年起，皇座法庭隨高等法院正式遷入倫敦河岸街的皇家司法院辦公。
在北愛爾蘭，皇座法庭根據《1920年愛爾蘭政府法令》第40章創立，是北愛高等法院的一部份。北愛皇座法庭與英格蘭及威爾斯的皇座法庭具有相近的司法職能，並於貝爾法斯特皇家司法院辦公。
英格蘭及威爾斯的皇座法庭由英格蘭及威爾斯首席法官和14名次席法官組成，負責審理原訟案件和來自郡法院及其他下級法院的上訴案件。皇座法庭另下設商務法庭、海軍法庭及行政法庭。在法律報告中，由皇座法庭審理的案件，一般會註上「KB」或「QB」的縮寫。

## 加拿大
在加拿大的司法體系當中，數個省份均設有皇座法院，作為省內的上級法院，當中包括：
- 艾伯塔省：艾伯塔皇座法院
- 緬尼吐巴省：緬尼吐巴皇座法院
- 紐賓士域省：紐賓士域皇座法院
- 沙斯卡寸旺省：沙斯卡寸旺皇座法院

## 外部連結
- 英格蘭及威爾斯皇座法庭 （页面存档备份，存于） - 司法部